# The Platinum's on the Wall
The Platinum's on the Wall è un album video-live del gruppo musicale R&B Destiny's Child, pubblicato nel 2001.

## Tracce
1. No, No, No Part 1
2. No, No, No Part 2 (feat. Wyclef Jean)
3. Bills, Bills, Bills
4. Bug a Boo
5. Say My Name
6. Jumpin', Jumpin' (feat. Jermaine Dupri, Lil Bow Wow & Da Brat) (So So Def Remix)

Tracce bonus
1. Independent Women Part I (live at The BRITs 2001)